# 아제르바이잔 항공
아제르바이잔 항공(아제르바이잔어: Azərbaycan Hava Yolları)은 바쿠에 본사를 두고 있는 항공사로 허브 공항은 헤이다르 알리예프 국제공항이 있다.

## 역사
1991년 소련의 붕괴와 동시에 다음 해인 1992년 4월에 설립했다. 1994년에 최초의 국제선인 두바이와 이스탄불에 취항했으며 2000년에 최초로 보잉 757 기종을 도입했다. 2005년에 바쿠에 위치한 화물터미널이 완료되었고 2010년에 보잉 737과 보잉 767 기종을 주문했다. 같은 해 12월에 투폴레프 Tu-134, 투폴레프 Tu-154 기종을 퇴역에 이어 보잉 737 기종이 주문을 취소했다. 한편 2014년에 미국에 취항하기 위해 보잉 787 드림라이너를 주문했으며 이 기종이 도입되면 미국 국제선 노선에 취항될 예정이다.

## 운항 노선
- 2012년 7월 기준으로 아제르바이잔 항공은 다음과 같은 노선을 운항하고 있다.

### 코드쉐어 협정
- 아제르바이잔 항공은 다음과 같은 항공사에 코드쉐어 협정을 체결하고 있다.[4]

| - 에어 프랑스 (스카이팀) - 오스트리아 항공 (스타 얼라이언스) - 이란 항공 - 카타르 항공 (원월드) - 터키항공 (스타 얼라이언스) |

## 보유 기종
- 2023년 1월 기준으로 아제르바이잔 항공은 다음과 같은 기종을 보유하고 있으며 평균 기령은 7.4년이다.[5]

## 같이 보기
- 아제르바이잔의 항공사 목록

## 사진

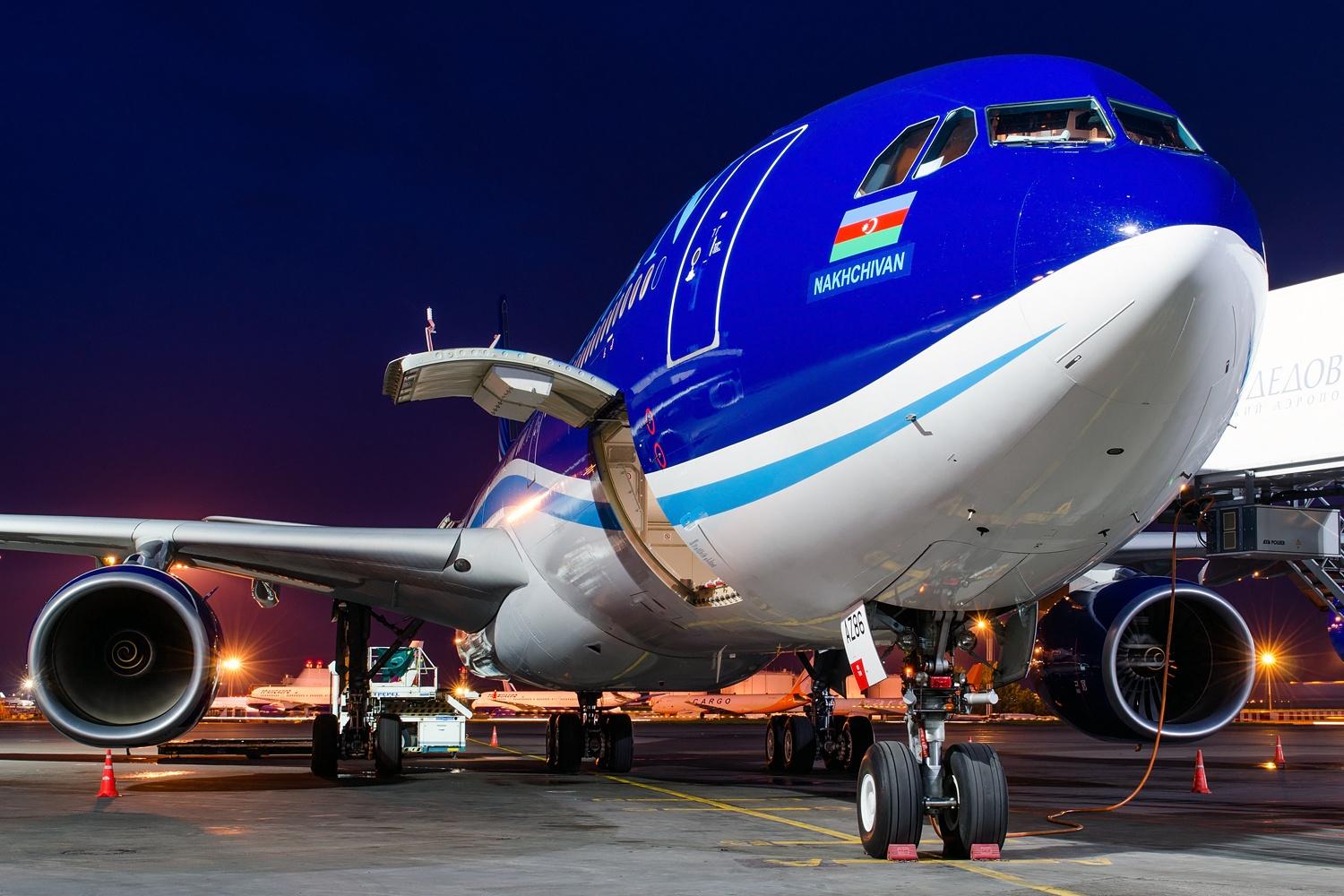
아제르바이잔 항공의 에어버스 A340-500 신도색
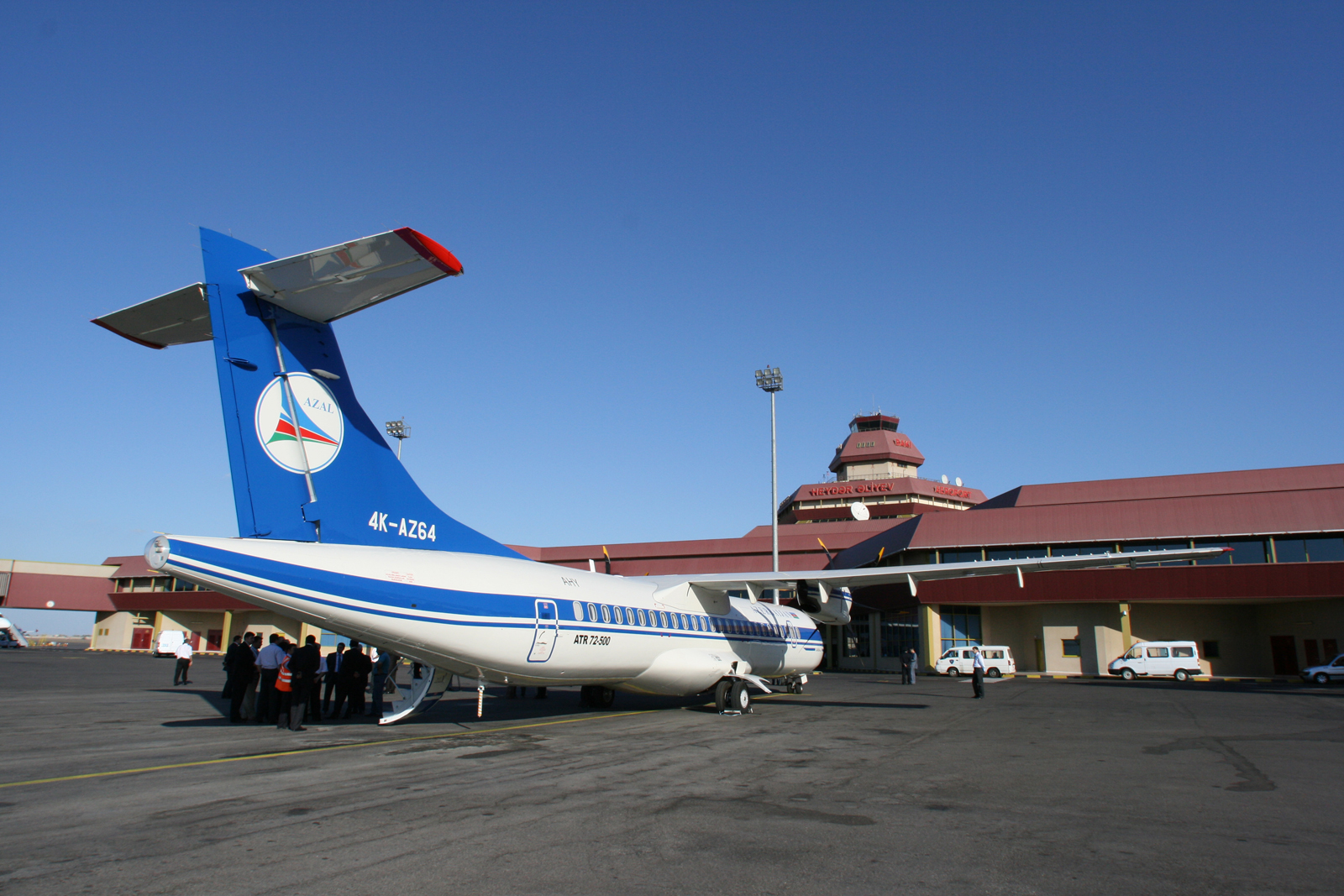
아제르바이잔 항공의 ATR 72-500
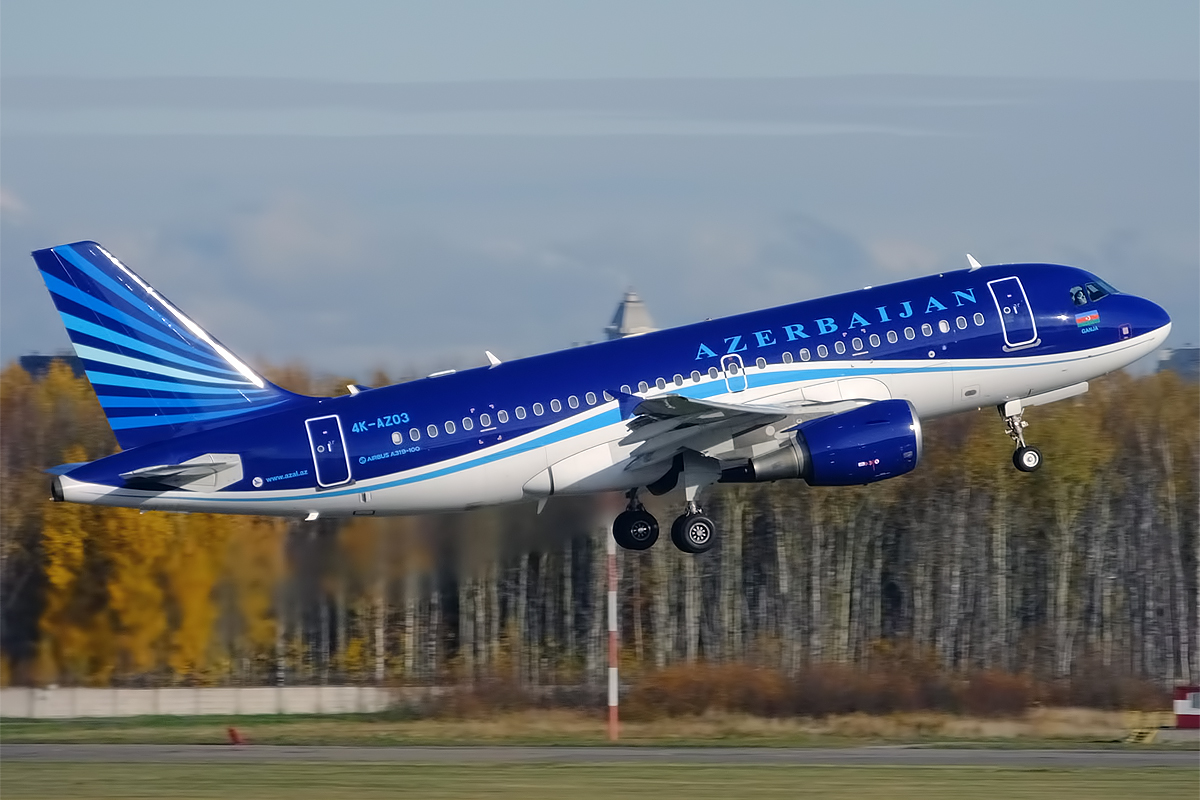
아제르바이잔 항공의 에어버스 A319-100
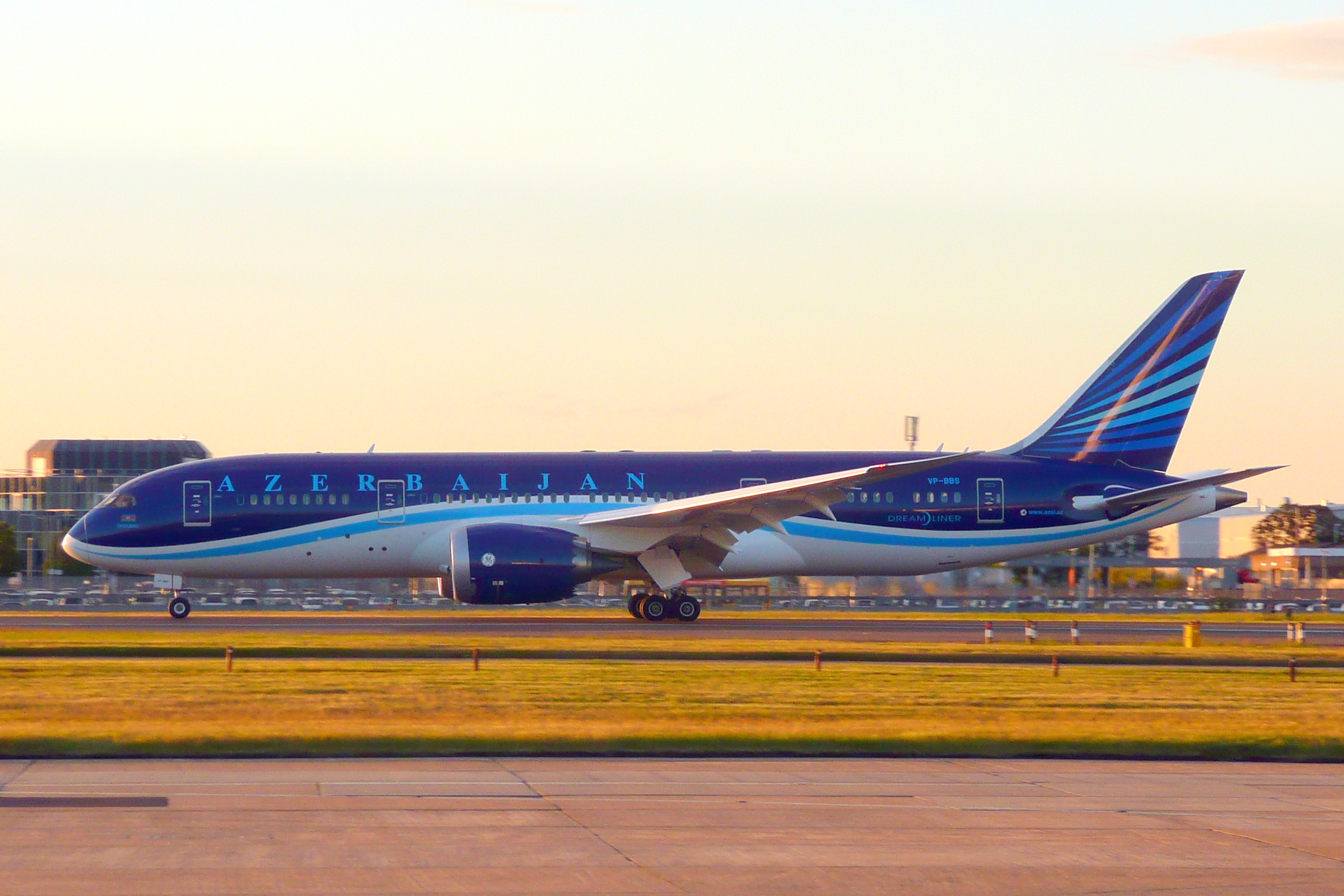
아제르바이잔 항공의 보잉 787-8
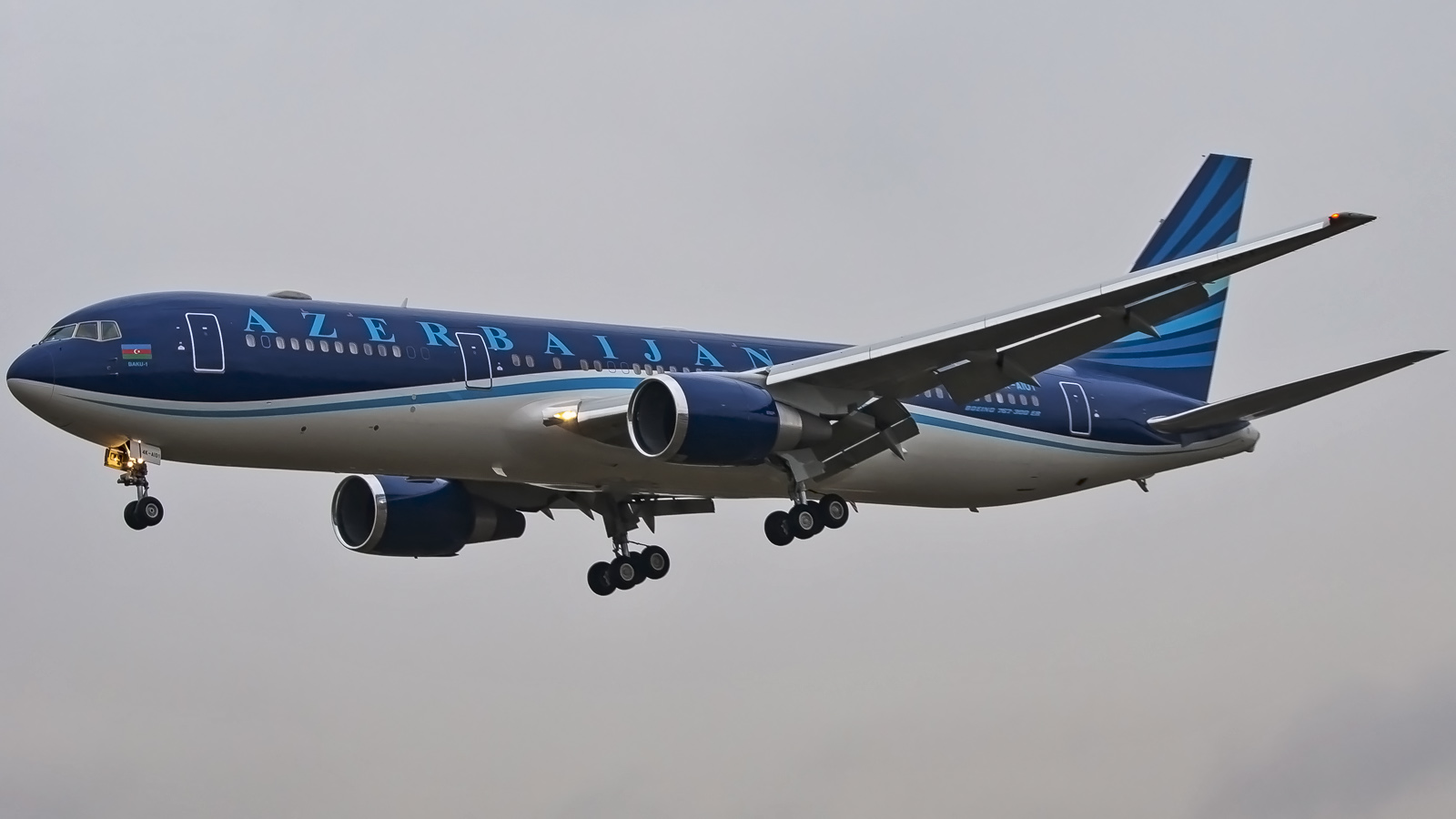
아제르바이잔 항공의 보잉 767-300
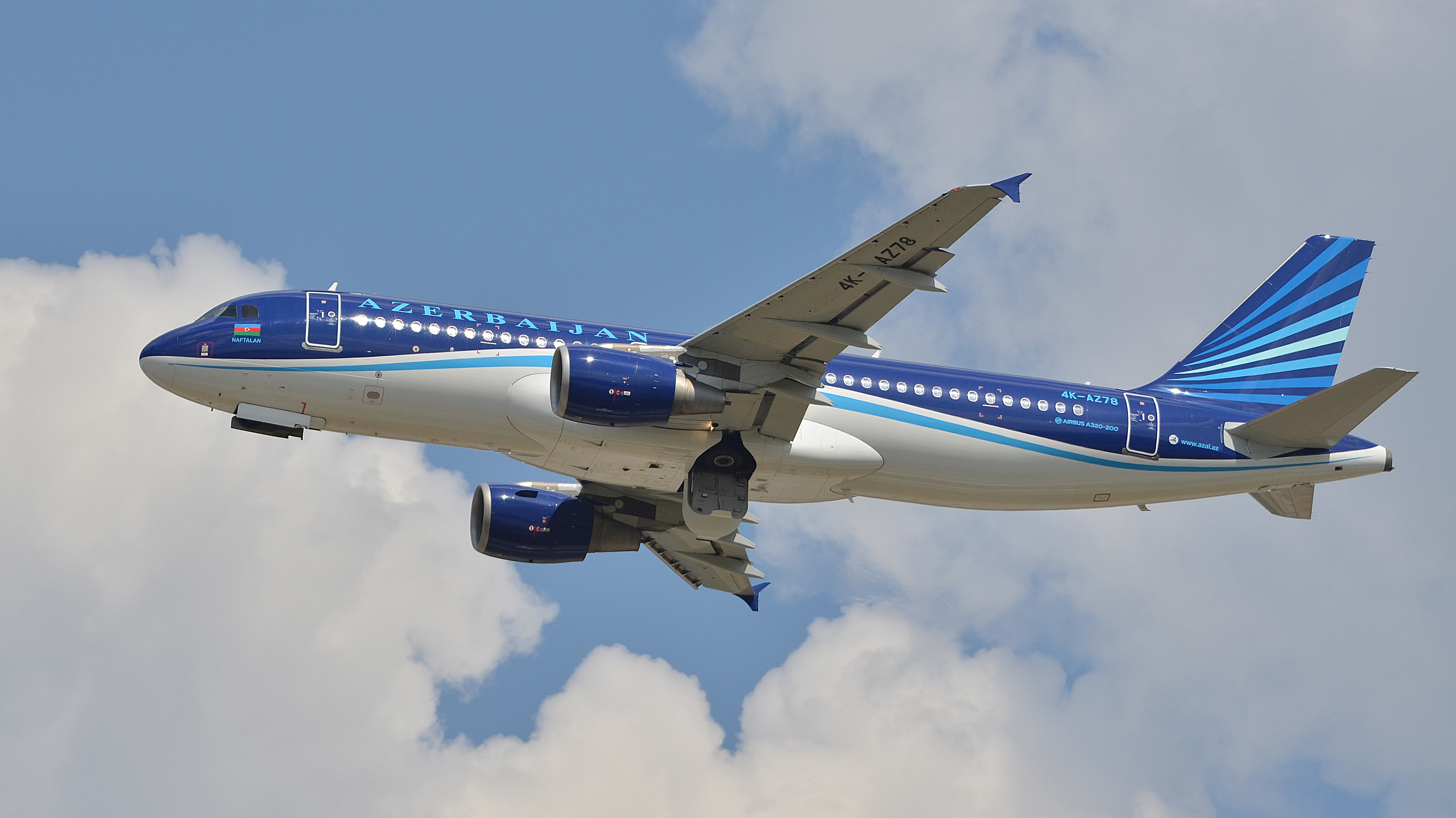
아제르바이잔 항공의 에어버스 A320-200
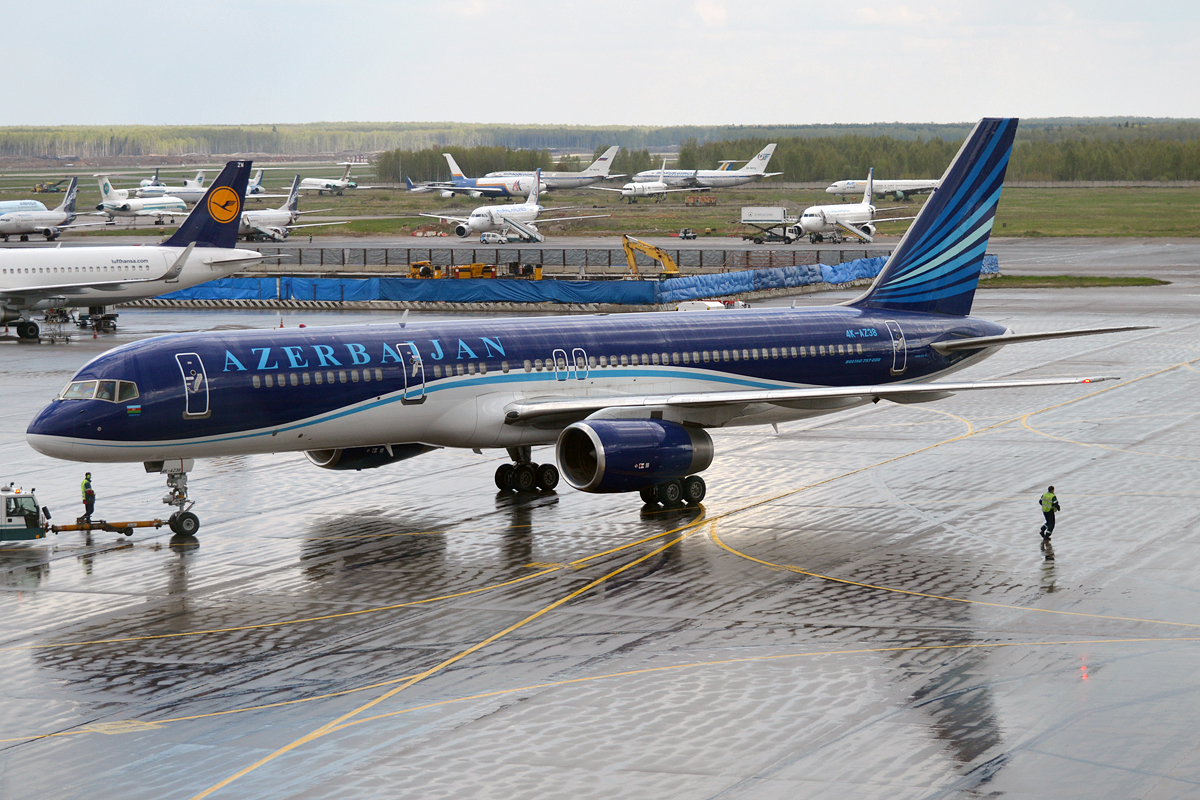
아제르바이잔 항공의 보잉 757-200